# Sausal (Gemeinde Gleinstätten)
Sausal ist eine Ortschaft und als Sausal bei Pistorf eine Katastralgemeinde der Gemeinde Gleinstätten im Bezirk Leibnitz in Steiermark. Die Ortschaft hat 448 Einwohner (Stand 1. Jänner 2024).

## Siedlungsentwicklung
Zum Jahreswechsel 1979/1980 befanden sich in der Katastralgemeinde Sausal bei Pistorf insgesamt 225 Bauflächen mit 42.979 m² und 230 Gärten auf 341.187 m², 1989/1990 gab es 233 Bauflächen. 1999/2000 war die Zahl der Bauflächen auf 252 angewachsen und 2009/2010 bestanden 395 Gebäude auf 625 Bauflächen.

## Geschichte
Laut Adressbuch von Österreich waren im Jahr 1938 in Sausal ein Gastwirt und zwei Tischler ansässig.

## Bauwerke
Das Theresienschlössl ist eine 1908 nach Plänen von Friedrich Beck errichtete Villa mit einem Baukern aus dem 18. Jahrhundert. Damaliger Auftraggeber war Ernest Rada von Boskowstein, heute befindet sich die Villa im Besitz der Familie Pacher-Theinburg. Sie steht ebenso unter Denkmalschutz (Listeneintrag) wie die Schwarzlkapelle (auch Schwarzlkreuz) bei Maierhof 12, die in Form eines Rundtempels mit einer  überdachten Kuppel in der Mitte des 19. Jahrhunderts errichtet wurde (Listeneintrag).

## Bodennutzung
Die Katastralgemeinde ist landwirtschaftlich geprägt. 188 Hektar wurden zum Jahreswechsel 1979/1980 landwirtschaftlich genutzt und 140 Hektar waren forstwirtschaftlich geführte Waldflächen. 1999/2000 wurde auf 206 Hektar Landwirtschaft betrieben und 141 Hektar waren als forstwirtschaftlich genutzte Flächen ausgewiesen. Ende 2018 waren 140 Hektar als landwirtschaftliche Flächen genutzt und Forstwirtschaft wurde auf 169 Hektar betrieben. Die durchschnittliche Bodenklimazahl von Sausal bei Pistorf beträgt 25,5 (Stand 2010).